# Maria Rohm
Maria Rohm, eigentlich Helga Grohmann (* 25. Februar 1943 in Wien; † 18. Juni 2018 in Toronto, Kanada), war eine österreichische Schauspielerin und Filmproduzentin.

## Leben
Rohm wurde bereits mit fünf Jahren Mitglied des Wiener Burgtheaters, wo sie zunächst ein achtjähriges Engagement für Kinderrollen erhielt und später auch als Erwachsene auftrat.
Von dem Produzenten Harry Alan Towers wurde sie für den Film entdeckt und debütierte in den Thrillern Blonde Fracht für Sansibar und In Beirut sind die Nächte lang als Tänzerin und Gangsterbraut. Einen kurzen Auftritt hatte sie schon 1963 in dem Aufklärungsfilm Teufel im Fleisch, in dem sie eine Prostituierte spielte, allerdings ungenannt blieb. In den 1960er Jahren war Maria Rohm in vielen internationalen Produktionen zu sehen, vor allem unter der Regie von Jess Franco. In diesen immer actionreichen und oft mit Sex und Gewalt angereicherten Abenteuerfilmen war sie meist das Opfer von Bösewichten, besonders Draculas und Dr. Fu Manchus, jeweils dargestellt von Christopher Lee.
Seit den späten 1960ern war sie vornehmlich in Literaturverfilmungen zu sehen: als Juliette, die durchtriebene Schwester von Justine in Marquis de Sades Justine, als Mutter von Jim Hawkins in Robert Louis Stevensons Die Schatzinsel oder als arrogant-naive Mercedes in der Verfilmung von Jack Londons Ruf der Wildnis. Mitte der siebziger Jahre zog sich Maria Rohm von der Leinwand zurück und war nur noch hinter der Kamera tätig – zunächst in kleineren Jobs und ab den 1980er Jahren als Produktionsleiterin bei Harry Alan Towers, mit dem sie seit dem 28. Februar 1964 bis zu seinem Tode verheiratet war.

## Filmografie

### Darstellerin
- 1963: Teufel im Fleisch
- 1964: Blonde Fracht für Sansibar (Mozambique)
- 1965: Scharfe Küsse für Mike Forster (City of Fear)
- 1965: In Beirut sind die Nächte lang (24 Hours to Kill)
- 1965: Marrakesch (Our Man in Marrakesh)
- 1966: Sumuru – Die Tochter des Satans (The Million Eyes of Sumuru)
- 1966: Die Pagode zum fünften Schrecken (Five Golden Dragons)
- 1966: Die Rache des Dr. Fu Man Chu (The Vengeance of Fu Man Chu)
- 1967: Das Haus der tausend Freuden (House of a Thousand Dolls)
- 1967: Diana – Tochter der Wildnis (The Face of Eve)
- 1968: Der Todeskuss des Dr. Fu Man Chu (The Blood of Fu Manchu)
- 1968: Die sieben Männer der Sumuru (The Girl from Rio)
- 1968: Marquis de Sade: Justine (Marquis de Sade’s Justine)
- 1969: Der heiße Tod (99 mujeres)
- 1969: Der Hexentöter von Blackmoor (El proceso de las brujas)
- 1969: Die Jungfrau und die Peitsche (De Sade 70)
- 1970: Nachts, wenn Dracula erwacht (Count Dracula)
- 1970: Das Bildnis des Dorian Gray (Il dio chiamato Dorian)
- 1970: Sex Charade
- 1971: Black Beauty
- 1972: Die Schatzinsel (Treasure Island)
- 1972: Ruf der Wildnis (The Call of the Wild)
- 1974: Ein Unbekannter rechnet ab (And Then There Were None)
- 1975: El asesino no está solo
- 1976: Annie Belle (La fine dell’ innocenza)

### Produktion
- 1985: Black Arrow (Fernsehfilm)
- 1989: Split – Edge of Sanity (Edge of Sanity)
- 2000: Queen’s Messenger
- 2001: Terror im Orient-Express (Death, Deceit & Destiny Aboard the Orient Express)
- 2001: Quatermain – Der Schatz der Könige (High Adventure)
- 2002: Dorian – Pakt mit dem Teufel (Pact With the Devil)
- 2002: She – Herrscherin der Wüste (She)
- 2002: Sea Wolf – Der letzte Pirat (The Sea Wolf)
- 2003: Sumuru – Planet der Frauen (Sumuru)